# Bataille de Đắk Tô
Guerre du Viêt Nam
Batailles
La bataille de Đắk Tô est le nom donné à une série d'engagements majeurs de la guerre du Viêt Nam, ayant eu lieu du 3 au 22 novembre 1967 dans la province de Kon Tum dans les hauts-plateaux centraux du Sud-Viêt Nam. L'Armée populaire vietnamienne (APV) avait lancé une offensive qui visait à capturer Lộc Ninh (province de Bình Phước), Song Be (province de Phước Long) ainsi que Cồn Tiên et Khe Sanh (province de Quảng Trị), dans ce qui sera appelé les « batailles des frontières ».

## Contexte historique

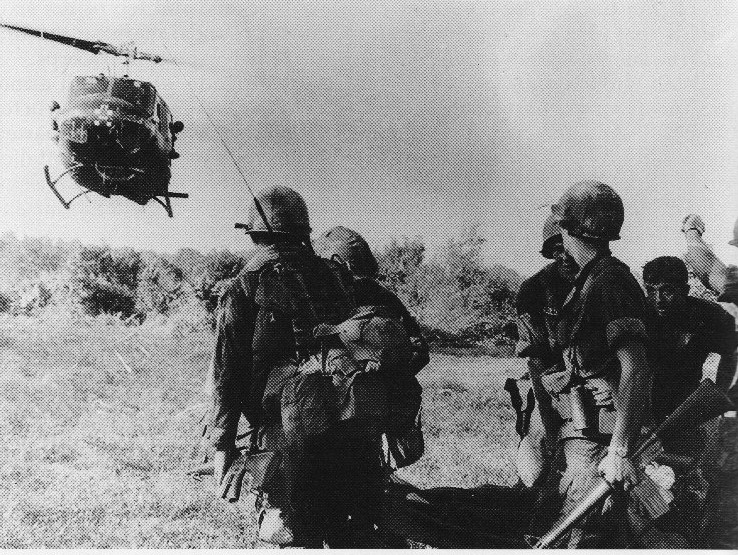
Soldats de la aéroportée lors de l’opération Greeley, été 1967.

Au cours de l'été 1967, à la suite de l'intensification des attaques du Nord-Viêt Nam et du Việt Cộng, la 4e division d'infanterie US, la 173e brigade aéroportée US et le 42e régiment d'infanterie de l'ARVN lancent une opération de type « search and destroy », du nom de code Greeley, visant à détruire leur logistique. Les combats furent intenses et durèrent jusqu'à l'automne, lorsque les Nord-Vietnamiens se seront apparemment retirés du territoire sudiste.
À la fin octobre, les services de renseignement américains indiquent que la 1re division de l'Armée populaire vietnamienne avait été renforcée et regroupée et avait pour objectif de capturer Đắk Tô. Ces informations avaient été transmises par un transfuge nord-vietnamien.

## Déroulement de la bataille

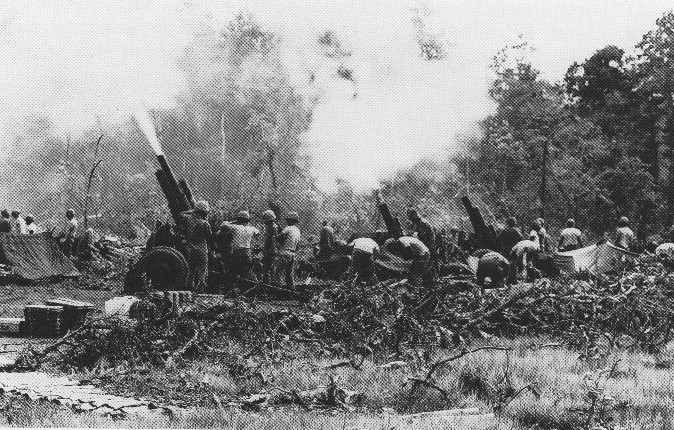
Artillerie US lors de la bataille (hauts-plateaux centraux, Sud-Viêt Nam).

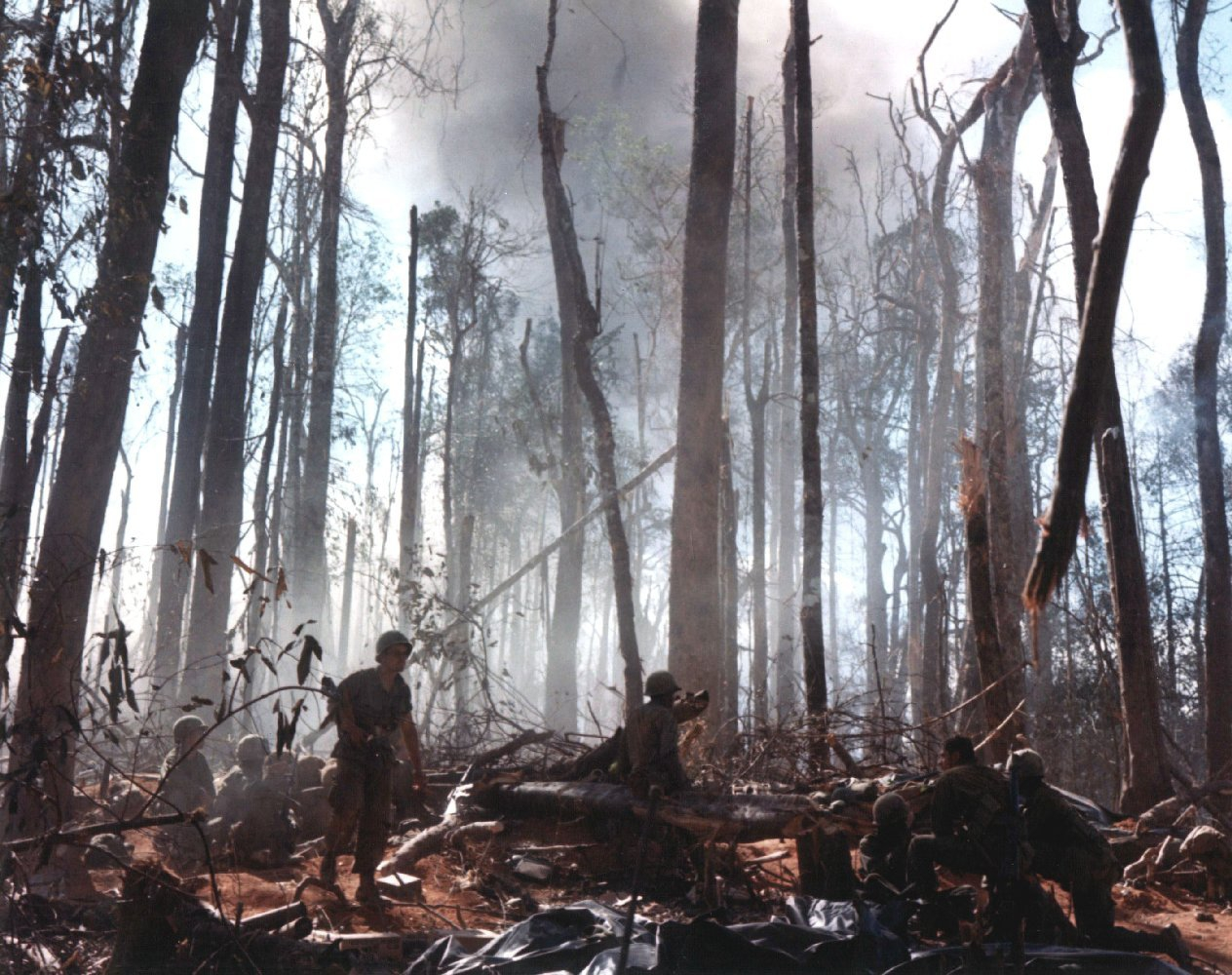
Soldats américains sur la colline 875.

Les Américains lancent l’opération MacArthur, soutenus par des renforts de parachutistes de l'ARVN. Les combats éclatent sur les collines au sud et au sud-est de Đắk Tô le 3 novembre : la bataille est l'une des plus acharnées et sanglantes du conflit. Face à eux, les Américains et l'ARVN ont les 32e, 66e et 24e régiments de l'APV, soutenus par le 40e d'artillerie.
Le premier contact est établie le 2 novembre lors d'une reconnaissance qui coûte un tué aux Américains. Le matin du 4, la compagnie A du 3e bataillon du 8e régiment d'infanterie  (abrégé: 3/8) est violemment prise à partie en abordant la colline 882, qui est prise le lendemain. Dans la foulée, le 3/8 s'empare de la colline 843. Le matin du 8, la compagnie A s'avance vers la colline 724 lorsqu'elle se heurte à une forte opposition au niveau d'un monticule qui n'est pris qu'avec le renfort de la compagnie D. Mais les Nord-Vietnamiens contre-attaquent vers 20h00, soutenus par des roquettes et des  mortiers et il faut batailler dur, en faisant notamment appel à l'artillerie et l'aviation, pour conserver la position. La bataille pour le monticule coûte 21 morts et 80 blessés aux compagnie A et D. Le 11, les compagnies C et D du 3/8 s'emparent de la colline 724 sans beaucoup de résistance de l'ennemi. Mais alors que la compagnie B tente de les rejoindre, le 32e régiment de l'APV déclenche une forte contre-attaque qui est repoussée au bout de deux heures avec l'aide de l'artillerie et de l'aviation. Ce combat faits 18 morts et 118 blessés chez les Américains.
Pendant que le 8e d'infanterie livrent ces combats, le 12e d'infanterie est lui aussi lourdement engagé. Le 3 novembre, le 3/12 se heurte à un réseau de tranchés et de casemates qu'il faut réduire pour pouvoir y installer une base d'artillerie afin d'appuyer les assauts contre les collines. Ce n'est que le 5 et après un usage  intense de l'artillerie que la position est maîtrisée. Du 6 au 17, le 3/12 doit encore livrer de durs combats pour nettoyer les collines 1124, 1089, 1021 et 1338.
Vers la mi-novembre, l'APV cherche à se réfugier dans son sanctuaire cambodgien, tout en menant des combats retardataires violents, marqués par des bombardements au mortier et des retours offensifs. Pour protéger la retraite, les Nord-Vietnamiens jettent dans la bataille un nouveau régiment, le 174e, qui prend place sur la colline 875. Le 503e régiment d'infanterie américain  de la 173e brigade aéroportée est désigné pour la prendre, avec le 2e bataillon comme fer de lance. Le matin du 19, alors que les Américains commencent à gravir la colline, ils sont immédiatement cloués sur place par des tirs d'armes légères, de roquettes et de mortiers. Devant la résistance de l'ennemi, les troupes d'assaut sont repliés pour permettre le bombardement de la colline, mais le 174e régiment prend les Américains de court en attaquant violemment la compagnie A du 2e bataillon. La situation empire encore à 18h58 lorsque survient un tir fratricide très meurtrier. Un avion lâche en effet deux bombes dont une atterrit en plein dans les lignes américaine, faisant 42 morts et 45 blessés. Le 19 au soir, l'APV tient toujours 875; l'assaut a totalement échoué. Ce n'est que le 23 que les Américains prennent la colline, que l'ennemi a abandonné sans combat. Les troupes américaines contrôlent alors complètement le champ de bataille.

## Bilan
À la fin du mois, les troupes nord-vietnamiennes battent en retraite dans leurs sanctuaires situés au Laos et au Cambodge après de lourdes pertes. Une estimation américaine affirme que 1 000 à 1 664 soldats de l'Armée populaire vietnamienne et du Việt Cộng ont été tués dans la bataille et 2 000 autres blessés.
Les pertes américaines s'élèvent à 361 tués, 15 disparus et 1 441 blessés. Les Sud-Vietnamiens ont des pertes similaires : 73 tués et 18 disparus.
La 173e brigade aéroportée US a reçu la Presidential Unit Citation et trois de ses membres (major Charles J. Watters, private John A. Barnes III et private Carlos Lozada) ont été récompensés de la Medal of Honor pour leurs actions à Đắk Tô.
Les deux camps pensent avoir remporté une victoire : le général américain William Westmoreland estime, puisque l'armée populaire a battu en retraite avec des pertes plus élevées, que c'est le « début d'une grande défaite pour l'ennemi ». Pour Hanoï, au contraire, les Américains assiégés n'ont pu briser l'encerclement, leurs parachutistes ont essuyé de lourdes pertes et la puissance de feu de l'Armée populaire vietnamienne a empêché les hélicoptères d'atterrir, c'est donc « une victoire retentissante ».